# Солдати Буффало (фільм, 2001)
«Солдати Буффало» (англ. Buffalo Soldiers) — американська сатиричний чорна комедія військовий фільм 2001 року, заснований на однойменному романі 1993 року Роберта О'Коннора. Режисером та сценаристом виступив Грегор Джордан, ролі виконали: Хоакін Фенікс, Ед Гарріс, Скотт Гленн, Анна Паквін, Габріель Манн та Дін Стоквелл.
Фільм розповідає про групу американських солдатів, які служать у Західній Німеччині у 1989 році, незадовго до падіння Берлінської стіни.

## Акторський склад
| Актор              | Роль                        |
| ------------------ | --------------------------- |
| Хоакін Фенікс      | Рей Елвуд                   |
| Ед Гарріс          | полковник Берман            |
| Скотт Гленн        | перший сержант Роберт Е. Лі |
| Анна Паквін        | Робін Лі                    |
| Габріель Манн      | Браян Нол                   |
| Елізабет Макговерн | місіс Берман                |
| Дін Стоквелл       | генерал-майор Ланкастер     |
| Майкл Пенья        | Гарсія                      |
| Ґленн Фіцджеральд  | сержант Хікс                |
| Ідріс Ельба        | Кімборо                     |
| Халук Більгінер    | «Турок»                     |
| Том Елліс          | «Сквош»                     |

## Сюжет
У 1989 році спеціаліст з постачання армії США (SPC) Рей Елвуд — розчарований солдат, дислокований у Штутгарті, Західній Німеччині. Маючи багато вільного часу, він займається чорним ринком та виготовленням героїну для кількох корумпованих військових поліцейських (MPs) на чолі з грізним сержантом Саадом. Його доброзичливий, але твердий командир, полковник Берман, вважає Елвуда близьким другом і не підозрює, що той краде припаси командування бригади та має роман із його дружиною. Однак спокійне життя Елвуда змінюється, коли до роти постачання бригади приєднується новий перший сержант («Топ» / 1SG) Роберт Е. Лі. Лі, ветеран бойових дій у В'єтнамі, демонструє суворий та залякуючий стиль, швидко викриваючи, що Елвуд та його команда займаються корупцією та іншими злочинними діями.
Екіпаж із трьох осіб армійського танка, перебуваючи під сильним впливом героїну, виготовленого Елвудом для MPs, випадково вбиває двох солдатів, відповідальних за конвой вантажівок зі зброєю, протаранивши насоси на заправній станції та підірвавши їх. Елвуд натрапляє на вантажівки, викрадає зброю та ховає її в ящиках із медичним обладнанням на ракетній базі. Пізніше, коли Лі починає чіплятися до Елвуда через його розкішну казарму, спроба Елвуда дати хабар обертається проти нього; Лі скасовує привілеї Елвуда, знищує його майно та призначає нового, недосвідченого солдата за вислугою, рядового першого класу (PFC) Нолла, жити в його кімнаті. Щоб помститися Лі, Елвуд починає романтичні стосунки з його дочкою, Робін. Лі у відповідь змушує Елвуда знищити його улюблений Mercedes-Benz Coupé за допомогою кулемета M60 під час навчань зі стрільбою. Лі також встановлює пастку в шафці, де ховають героїн, із гранатою, що вбиває Стоуні, одного з друзів Елвуда.
Елвуд продає вкрадену зброю турецькому гангстеру, отримуючи як плату велику кількість сирого опіуму. Однак, щоб урятувати Нолла від убивства Саадом у бійці, Елвуд змушений зробити Саада партнером у виготовленні опіуму. Щоб забрати зброю з ракетної бази та отримати наркотики, Елвуд здає Бермана, дозволяючи конкуруючому піхотному полку легко захопити їхні позиції під час навчань із мобілізації/оборони. Пізніше Берман неохоче повідомляє Елвуду, що його звільнили з командування бригадою, але це дало йому час для роздумів — він планує вийти у відставку з армії та купити виноградник у Каліфорнії.
9 листопада, у ніч падіння Берлінської стіни, Елвуд пробирається до басейну на базі, щоб зустрітися з Робін, поки його команда та MPs виготовляють опіум. Нолл і Лі з’являються на місці. Елвуд дізнається, що Нолл насправді є молодшим лейтенантом із Офісу генерального інспектора та Відділу кримінальних розслідувань. Поки Нолл виводить Робін, вона попереджає, що її батько має намір убити Елвуда, чого Нолл, як професійний офіцер, не може допустити. Тим часом Саад, одурманений випарами опіуму, провокує перестрілку з командосами спецпризначення, які прибули заарештувати всіх у нарколабораторії. На верхньому поверсі, коли Нолл заважає Лі виштовхнути Елвуда з вікна верхнього поверху, будівля вибухає через витік бутану та промислового розчинника. Елвуда та Лі викидає з верхнього поверху вибухом. Елвуд душить Лі його ж наручниками і падає на нього, виживаючи після падіння.
У підсумку найвищі командири армії посмертно нагороджують Лі Срібною зіркою та також нагороджують Елвуда, якого переводять на нове місце служби на Гаваях. Він розповідає своєму новому командиру, такому ж недалекому, як полковник Берман, що Робін залишається його дівчиною і скоро приїде до нього. Фільм закінчується тим, що Елвуд подає заявку на додаткові припаси.

## Випуск
Світова прем'єра відбулася на 26-му Міжнародному кінофестивалі в Торонто 8 вересня 2001 року. Будучи сатирою на збройні сили США, широкий прокат фільму в кінотеатрах було відкладено приблизно на два роки через теракти 11 вересня. Обурені глядачі заперечували проти нібито "антиамериканських" настроїв фільму, вважаючи його "непатріотичним". На прес-конференції одна з жінок кинула пляшку з водою в Анну Паквін. До моменту виходу фільму в США 25 липня 2003 року значна частина його початкового імпульсу згасла, і позитивні відгуки про фільм не сприяли його успіху.